# فرانكو بيترو
فرانكو بيترو (بالإيطالية: Franco Simone)‏ هو مغني ومغن ومؤلف وملحن وممثل إيطالي، ولد في 21 يوليو 1949 في إيطاليا.

## وصلات خارجية
- فرانكو بيترو على موقع IMDb (الإنجليزية)
- فرانكو بيترو على موقع ألو سيني (الفرنسية)
- فرانكو بيترو على موقع ميوزك برينز (الإنجليزية)
- فرانكو بيترو على موقع أول ميوزيك (الإنجليزية)
- فرانكو بيترو على موقع ديسكوغز (الإنجليزية)
- فرانكو بيترو على موقع كينوبويسك (الروسية)